# 荒漠袋狸
荒漠袋狸（Perameles eremiana），又名橙背袋狸，是一種細小的袋狸，生活在澳洲中部的乾旱地區。最後的標本是於1943年在西澳大利亞的凱寧牲畜路線發現。牠們估計已經滅絕。
荒漠袋狸約長18-28厘米，尾巴長約10厘米，耳朵尖而且長。牠們的後腳腳掌有毛，兩側及背部呈深橙色，而非一般的褐色。牠們吃甚麼不明，但估計是蟻、甲蟲幼蟲及白蟻等。
最早的荒漠袋狸標本是在愛麗斯泉發現，並於1897年被描述。牠們似乎於1930年代前分佈在南澳州遙遠的西北部、北領地的西南部及西澳大利亞的中部。有指牠們曾分佈遠至塔納米沙漠及介乎布魯姆與賀德蘭港之間的海岸。
荒漠袋狸喜歡生活在充滿濱刺草屬及其他草叢的沙漠。牠們約於1943年至1960年間消失。牠們滅絕的原因不明，相信是因環境的變遷所致。另外赤狐的入侵亦是一個因素。